# Ottawa megye (Kansas)
Ottawa megye az Amerikai Egyesült Államokban, azon belül Kansas államban található. Megyeszékhelye és legnagyobb városa Minneapolis. Lakosainak száma 5735 fő (2020. április 1.). Ottawa megye Cloud, Saline, Clay, Dickinson, Mitchell és Lincoln megyékkel határos.

## Népesség
A megye népességének változása:
| Lakosok száma | 6093 | 6083 | 6057 | 6042 | 5975 | 5735 |
|               | 2010 | 2011 | 2012 | 2013 | 2015 | 2020 |